# Angela Whyte
Angela Patricia Whyte (ur. 22 maja 1980 w Edmonton) – kanadyjska lekkoatletka specjalizująca się w biegach płotkarskich, mistrzyni kraju, trzykrotna uczestniczka igrzysk olimpijskich (2004, 2008 i 2016).

## Osiągnięcia
- 5. miejsce na mistrzostwach panamerykańskich juniorów (bieg na 100 metrów przez płotki, Tampa 1999)[1]
- brązowy medal mistrzostw NACAC U-25 (bieg na 100 metrów przez płotki, Monterrey 2000)[2]
- 4. miejsce na igrzyskach frankofońskich (bieg na 100 metrów przez płotki, Ottawa 2001)
- 5. miejsce na igrzyskach Wspólnoty Narodów (bieg na 100 metrów przez płotki, Manchester 2002)
- 5. miejsce podczas igrzysk panamerykańskich (bieg na 100 metrów przez płotki, Santo Domingo 2003)
- 6. miejsce na igrzyskach olimpijskich (bieg na 100 metrów przez płotki, Ateny 2004)
- srebrny medal igrzysk Wspólnoty Narodów (bieg na 100 metrów przez płotki, Melbourne 2006)
- brązowy medal igrzysk panamerykańskich (bieg na 100 metrów przez płotki, Rio de Janeiro 2007)
- 8. miejsce podczas mistrzostw świata (bieg na 100 metrów przez płotki, Osaka 2007)
- srebrny medal igrzysk Wspólnoty Narodów (bieg na 100 metrów przez płotki, Nowe Delhi 2010)
- srebrny medal igrzysk panamerykańskich (bieg na 100 metrów przez płotki, Guadalajara 2011)
- 6. miejsce podczas mistrzostw świata (bieg na 100 metrów przez płotki, Moskwa 2013)
- brązowy medal igrzysk Wspólnoty Narodów (bieg na 100 metrów przez płotki, Glasgow 2014)
- 5. miejsce na halowych mistrzostwach świata (bieg na 60 metrów przez płotki, Portland 2016)
- medale mistrzostw NCAA
- złote medale mistrzostw Kanady

## Rekordy życiowe
- Bieg na 60 metrów przez płotki – 7,92 (2008)
- Bieg na 100 metrów przez płotki – 12,63 (2007) / 12,52w (2013)